# Henry Robert Emmerson
Pour les articles homonymes, voir Emmerson.
Henry Robert Emmerson, né le 25 septembre 1853 à Maugerville et mort le 9 juillet 1914 à Dorchester, est un homme politique néo-brunswickois qui est premier ministre du Nouveau-Brunswick.
Il suit des études en Nouvelle-Écosse à Amherst et à l'Université Acadia de Wolfville, ainsi qu'au Nouveau-Brunswick, à l'Université Mount Allison de Sackville et à l'Université Saint-Joseph de Memramcook.
Il est élu à la Chambre des Communes en novembre 1900 comme député de Westmorland et sera constamment réélu jusqu'à sa mort en 1914.